# Mr. Skeffington
Mr. Skeffington is een Amerikaanse dramafilm uit 1944 onder regie van Vincent Sherman. Het scenario is gebaseerd op de gelijknamige roman uit 1939 van de Britse auteur Elizabeth von Arnim.

## Verhaal
De mooie Fanny Trellis trouwt met de veel oudere  beursmakelaar Job Skeffington om haar broer Trippy uit de nood te helpen. Job houdt van zijn vrouw, hoewel hij weet dat de liefde niet wederzijds is. Het huwelijk houdt een tijdlang stand omwille van hun dochter, maar uiteindelijk vraagt Fanny een scheiding aan.

## Rolverdeling
| Acteur           | Personage       |
| ---------------- | --------------- |
| Bette Davis      | Fanny Trellis   |
| Claude Rains     | Job Skeffington |
| Walter Abel      | George Trellis  |
| George Coulouris | Dokter Byles    |
| Richard Waring   | Trippy Trellis  |
| Marjorie Riordan | Fanny jr.       |
| Robert Shayne    | MacMahon        |
| John Alexander   | Jim Conderley   |
| Jerome Cowan     | Edward Morrison |
| Johnny Mitchell  | Johnny Mitchell |
| Dorothy Peterson | Manby           |
| Peter Whitney    | Chester Forbish |
| Bill Kennedy     | Bill Thatcher   |

## Prijzen en nominaties
| Jaar | Prijs  | Categorie                  | Genomineerde(n) | Uitslag     |
| ---- | ------ | -------------------------- | --------------- | ----------- |
| 1945 | Oscars | Beste vrouwelijke hoofdrol | Bette Davis     | Genomineerd |
| 1945 | Oscars | Beste mannelijke bijrol    | Claude Rains    | Genomineerd |